# Hans von Bartensleben

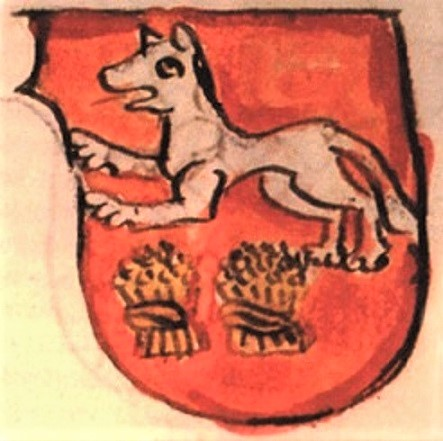
Erste farbige Wappendarstellung des Adelsgeschlechts von Bartensleben um 1514

Hans von Bartensleben (* 1512; † 14. Februar 1583), genannt Hans der Reiche, ist die einzige bedeutende Persönlichkeit des Adelsgeschlechts von Bartensleben. Er residierte auf der Wolfsburg und war für seine Frömmigkeit und Glaubenstoleranz bekannt. Ohne männlichen Nachfolger geblieben, vermachte er sein großes Vermögen den Armen und gründete eine Stiftung für wohltätige Zwecke.

## Leben

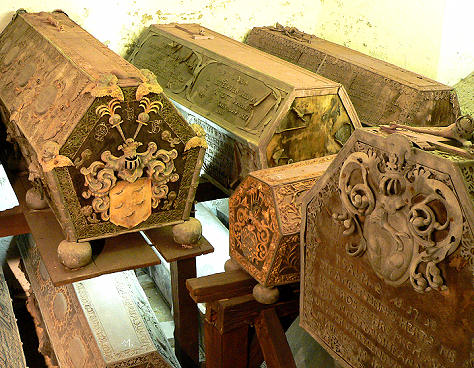
Bestattet ist Hans von Bartensleben in der Familiengruft der Vorsfelder St.-Petrus-Kirche

Hans von Bartensleben war in einer langen Friedensperiode im 16. Jahrhundert zu Wohlstand gekommen. Sein Rittergut und der Getreidehandel aus seinen Besitzungen auf guten Schwarzerdeböden bei Hötensleben waren gute Geldquellen. Weitere Einnahmen brachte Holz aus eigenen Forsten, das Mühlenwesen und die Fischzucht.
Verheiratet war er mit Agnes von Rutenberg aus dem adligen Hause Bleckmar, hatte aber keinen männlichen Nachfolger. Ihr einziger Sohn Busso verstarb im Alter von 20 Jahren. Die Tochter Bertha Sophie heiratete durch Werner von der Schulenburg-Beetzendorf in das Adelsgeschlecht der von der Schulenburg ein, das im Jahre 1742 durch Erbgang den gesamten Besitz der von Bartensleben übernahm. Hans lebte abwechselnd auf Schloss Wolfsburg und Schloss Hötensleben, das er vom Erzstift Magdeburg in Pfandbesitz hatte. Beerdigt wurde Hans der Reiche im Kirchenschiff der Vorsfelder St.-Petrus-Kirche.

### Glaubensschlichter
Im Jahr des Augsburger Reichs- und Religionsfriedens 1555 zeichnete sich Hans (selbst bis drei Jahre vor seinem Tod katholisch) durch Glaubenstoleranz aus. Innerhalb seiner adligen (Groß-)Familie initiierte er einen Toleranzvertrag zum gütlichen Nebeneinander der beiden Konfessionen. Der Vertrag sicherte den Familienmitgliedern einschließlich des Gesindes und aller Untertanen die ungehinderte Religionsausübung zu. Kirchennutzung und Kirchenvermögen des alten, katholischen und des neuen, protestantischen Glaubens wurden aufgeteilt. Die starke Frömmigkeit Hans des Reichen zeigte sich auch dadurch, dass er häufige Gottesdienste durchführen ließ. Dafür zahlte er als Patronatsherr besondere Gelder.

### Schlossbaumeister
Auf der Wolfsburg war er der Bauherr, der begann, die wehrhafte, mittelalterliche Festung in ein Renaissanceschloss umzugestalten. Er ließ 1575 den baufällig gewordenen Nordflügel als Torhaus neu errichten. Nach seinem Tod im Jahre 1583 setzten seine Vettern das Werk fort.

### Armenstifter
1581, zwei Jahre vor seinem Tod, rief Hans der Reiche durch sein Testament eine Stiftung zugunsten der Armen ins Leben. Dies waren damals Lahme, Blinde, Stumme, Aussätzige, Witwen und Waisenkinder. Dem frommen Adligen diente die Stiftung zugunsten der Bedürftigen seinem Seelenheil. Er wollte, das alles zu „Ehren, Lob und Preis des Allmächtigen“ geschehe. Verwalter der Stiftung waren Pastoren, Bürgermeister und Richter aus Wolfsburg, Vorsfelde und Hehlingen. Die Einrichtung bestand nahezu 350 Jahre lang und erlosch erst 1919.
Das Stiftungsvermögen umfasste hohe Geldwerte aus Schuldbriefen der Städte Halberstadt, Stendal, Salzwedel, Seehausen, Osterburg, Helmstedt, Schöningen und Schöppenstedt. Diese Gemeinden bekamen die Gelder mit der Verpflichtung geschenkt, die Zinsen den Armen zu geben, „solange die Welt steht“. Die Armen in den Städten Braunschweig, Lüneburg und Magdeburg sowie in den (Bartenslebischen Lehens-) Dörfern des Vorsfelder Werders, im Bromer und Salzwedeler Land erhielten die Zinsen des Stiftungskapitals mit der damals enorm hohen Summe von rund 35.000 Talern (etwa 175 Jahresgehälter des höchsten Staatsbeamten). Ausgezahlt wurde aber nur in Naturalien, wie Stoff, Schuhwerk oder Getreide. Die Stiftung unterhielt ein Spital in Hötensleben (heute Rathaus) sowie Armenhäuser in Schöppenstedt, Oebisfelde, Königslutter und Wolfsburg (heutige Schlossstraße, Armenhaus um 1960 abgerissen).